# Partia Regionów Demokratycznych
Partia Regionów Demokratycznych (tur. Demokratik Bölgeler Partisi, DBP; kurd. Partiya Herêman a Demokratîk, PHD) – kurdyjska partia polityczną działająca w Turcji. Jest ściśle powiązana z Ludową Partia Demokratyczną (HDP).

## Historia
Po wyborach samorządowych w 2014 HDP i prokurdyjska Partia Pokoju i Demokracji (BDP) zostały przeorganizowane we wspólną strukturę. 28 kwietnia 2014 cały klub parlamentarny BDP dołączył do HDP, przy czym BDP została przydzielona wyłącznie przedstawicielom szczebla administracji samorządowej. BDP uchodziła za bardziej radykalną, prawdopodobnie z bliższymi powiązaniami Partią Pracujących Kurdystanu (PKK), niż jej macierzysta HDP.
Na III Zjeździe BDP w dniu 11 lipca 2014 zmieniono nazwę partii na Partię Regionów Demokratycznych (DBP) i przyjęto nową strukturę działalności na szczeblu samorządu terytorialnego.
12 listopada 2023 nowymi współprzewodniczącymi DBP zostali wybrani Çiğdem Kılıçgün Uçar i Keskin Bayındır.
W wyborach parlamentarnych w 2023 DBP uzyskała 2 miejsca w Wielkim Zgromadzeniu Narodowym Turcji.